# Hüll (Wolnzach)
Hüll ist ein Kirchdorf in der Marktgemeinde Wolnzach im oberbayerischen Landkreis Pfaffenhofen an der Ilm. Es liegt im Zentrum der Hallertau – dem größten Hopfenanbaugebiet der Welt.

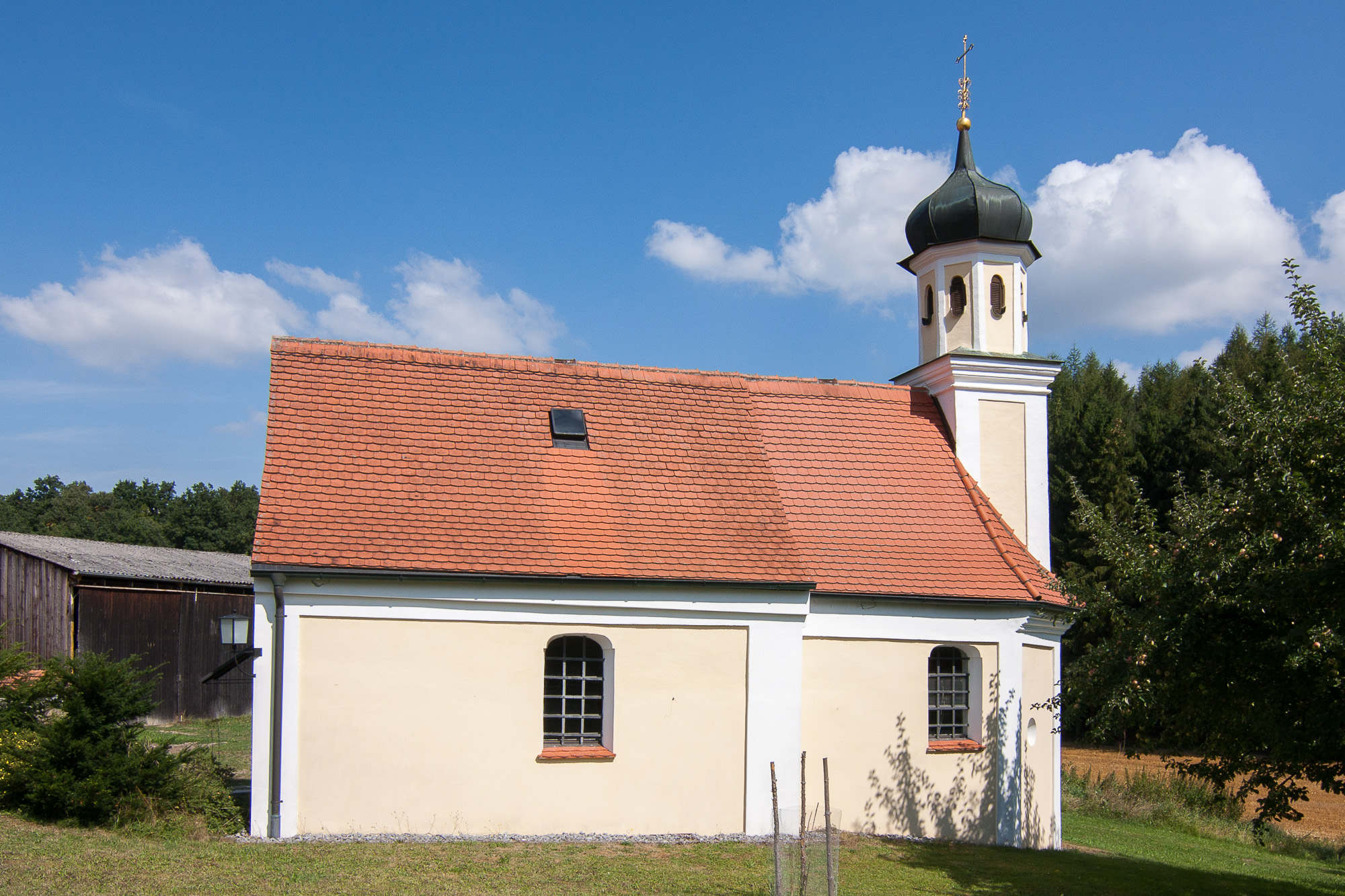
Filialkirche St. Peter und Paul in Hüll

## Geschichte
Die katholische Filialkirche St. Peter und Paul in Hüll ist eine verputzte Saalkirche mit eingezogenem Polygonalchor und darauf aufgesetztem Turm und Zwiebelhaube. Sie stammt aus dem 17. Jahrhundert, eine Umgestaltung erfolgte im 19. Jahrhundert. In den 1920er-Jahren wurde das Gut Hüll als Sitz eines Forschungsinstitutes (Hopfenforschungszentrum Hüll) erworben. In unmittelbarer Nähe des Instituts befindet sich auch die „Busch-Farm“ der derzeit weltgrößten Brauereigruppe Anheuser-Busch InBev.
Am 12. Februar 1929 wurde in Hüll die niedrigste je in Deutschland gemessene Temperatur gemessen, −37,8 °C.